# Annik Kälin
Annik Kälin (27 aprile 2000) è una multiplista e lunghista svizzera.

## Palmarès
| Anno | Manifestazione  | Sede      | Evento         | Risultato | Prestazione | Note                          |
| ---- | --------------- | --------- | -------------- | --------- | ----------- | ----------------------------- |
| 2018 | Mondiali U20    | Tampere   | Eptathlon      | 6ª        | 5 664 p.    |                               |
| 2019 | Europei U20     | Borås     | Eptathlon      | Bronzo    | 6 069 p.    |                               |
| 2022 | Mondiali        | Eugene    | Eptathlon      | 6ª        | 6 464 p.    | Record nazionale              |
| 2022 | Europei         | Monaco    | Eptathlon      | Bronzo    | 6 515 p.    | Record nazionale              |
| 2023 | Europei indoor  | Istanbul  | Salto in lungo | 6ª        | 6,61 m      |                               |
| 2023 | Mondiali        | Budapest  | Eptathlon      | dnf       | dnf         |                               |
| 2024 | Mondiali indoor | Glasgow   | Salto in lungo | 5ª        | 6,75 m      |                               |
| 2024 | Europei         | Roma      | Salto in lungo | 6ª        | 6,82 m      | Miglior prestazione personale |
| 2024 | Europei         | Roma      | Eptathlon      | 4ª        | 6 490 p.    |                               |
| 2024 | Giochi olimpici | Parigi    | Eptathlon      | 4ª        | 6 639 p.    | Record nazionale              |
| 2025 | Europei indoor  | Apeldoorn | Salto in lungo | Argento   | 6,90 m      | Record nazionale              |
| 2025 | Mondiali indoor | Nanchino  | Salto in lungo | Argento   | 6,83 m      |                               |